# 湘江道
湘江道（しょうこう-どう）は中華民国北京政府により設置された湖南省の道。

## 沿革
1914年（民国3年）5月23日、清代の長宝道管轄区域に設置。道尹は長沙県に置かれ、下部に長沙、湘陰、瀏陽、醴陵、湘潭、寧郷、益陽、湘郷、攸県、安化、茶陵、宝慶、武岡、新寧、城歩の16県を管轄した。1920年（民国9年）に廃止されている。

## 行政区画
廃止直前の下部行政区画は下記の通り。（50音順）
- 安化県
- 益陽県
- 湘陰県
- 湘郷県
- 湘潭県
- 城歩県
- 新寧県
- 茶陵県
- 長沙県
- 寧郷県
- 武岡県
- 宝慶県
- 攸県
- 瀏陽県
- 醴陵県